# Liste des monuments et sites classés d'Evere
Ci-dessous, une vue d'ensemble du patrimoine protégé par la Région de Bruxelles-Capitale à Evere. Le patrimoine protégé fait partie du patrimoine culturel en Belgique.
|    | Le bien                                                                                         | Date de clas.    | Année                | Architecte                | Style                     | Adresse                                            | Coordonnées                 | ID          | Photo |
| -- | ----------------------------------------------------------------------------------------------- | ---------------- | -------------------- | ------------------------- | ------------------------- | -------------------------------------------------- | --------------------------- | ----------- | ----- |
| 1  | Ancien moulin et son jardin                                                                     | 20 décembre 1990 | 1841                 |                           | architecture industrielle | rue du Moulin à Vent nos 25 et 27                  | 50° 52′ 23″ N, 4° 23′ 42″ E | 2078-0001/0 |       |
| 2  | sépultures nos 1440, 1450, 1451, 2158, 2217, 2970 et une dalle sans no (cimetière de Bruxelles) | 6 février 1997   |                      |                           | monument funéraire        | avenue du Cimetière de Bruxelles                   | 50° 52′ 00″ N, 4° 25′ 06″ E | 2078-0002/0 |       |
| 3  | sépulture de Jacques-Louis David (cimetière de Bruxelles)                                       | 6 février 1997   | 1825                 | Gilles-Lambert Godecharle | monument funéraire        | avenue du Cimetière de Bruxelles                   | 50° 52′ 00″ N, 4° 25′ 06″ E | 2078-0003/0 |       |
| 4  | église Saint-Vincent                                                                            | 29 mai 1997      | XIIIe au XIXe siècle |                           | Roman                     | place Saint-Vincent no 1                           | 50° 52′ 53″ N, 4° 24′ 11″ E | 2078-0004/0 |       |
| 5  | réserve naturelle du Moeraske                                                                   | 9 mars 1995      |                      |                           | paysage semi-naturel      | rue Carli, parc du Bon Pasteur, jardin du Kerkhoek | 50° 52′ 53″ N, 4° 23′ 45″ E | 2078-0005/0 |       |
| 6  | cimetière de Bruxelles                                                                          | 6 février 1997   | 1877                 |                           | cimetière arboré          | avenue du Cimetière de Bruxelles                   | 50° 52′ 06″ N, 4° 24′ 58″ E | 2078-0009/0 |       |
| 7  | 't Hoeveke                                                                                      | 17 avril 1997    | 1638                 |                           | fermette                  | rue de la Marne no 3                               | 50° 52′ 36″ N, 4° 23′ 48″ E | 2078-0016/0 |       |
| 8  | 30 sépultures sur le thème « architectes » (cimetière de Bruxelles)                             | 6 février 1997   |                      |                           | monument funéraire        | avenue du Cimetière de Bruxelles                   | 50° 52′ 06″ N, 4° 24′ 58″ E | 2078-0017/0 |       |
| 9  | fresque « Risques de guerre »                                                                   | 1er avril 2004   | 1940                 |                           | publicité murale          | rue Walckiers no 44                                | 50° 52′ 45″ N, 4° 23′ 25″ E | 2078-0022/0 |       |
| 10 | tilleul à grandes feuilles (Tilia platyphyllos)                                                 | 1er avril 2004   | 1930                 |                           | arbre                     | place Saint-Vincent                                | 50° 52′ 53″ N, 4° 24′ 11″ E | 2078-0024/0 |       |
| 11 | immeuble Van Ooteghem                                                                           | 6 juillet 2006   | 1950                 | Willy Van der Meeren      | modernisme                | avenue Notre-Dame no 135                           | 50° 52′ 18″ N, 4° 24′ 06″ E | 2078-0025/0 |       |
| 12 | sépulture de Georgette et René Magritte (cimetière de Schaerbeek)                               | 22 janvier 2009  | 1967                 |                           | monument funéraire        | rue d'Evere no 4                                   | 50° 52′ 13″ N, 4° 25′ 19″ E | 2078-0026/0 |       |

| ancien moulin 't Hoeveke Moeraske Saint-Vincent · et tilleul cimetière de Bruxelles · et 38 sépultures sépulture de · René Magritte immeuble · Van Ooteghem fresque murale |